# Cyclobutanon
Cyclobutanon is een cyclische organische verbinding met als brutoformule C4H6O. Het is het keton-derivaat van cyclobutaan.

## Synthese
Cyclobutanon werd voor het eerst bereid door de Russische chemicus Nikolai Kishner in 1905. Uitgaande van cyclobutaancarbonzuur verkreeg hij na een aantal stappen cyclobutanon, maar de bereiding was omslachtig en had slechts een geringe opbrengst:
Cyclobutanon kan ook bereid worden uit methyleencyclobutaan, via ozonisatie of door deze verbinding te oxideren tot 1-(hydroxymethyl)-1-cyclobutanol en dit diol te splitsen met lood(IV)acetaat.
Een andere bereidingswijze is de oxidatie van cyclobutanol tot cyclobutanon.

## Toepassingen
Cyclobutanon is een tussenproduct in de synthese van biologisch actieve stoffen zoals geneesmiddelen. Het is tevens uitgangsmateriaal voor de synthese van andere cyclobutaanderivaten, bijvoorbeeld cyclobutanol door reductie van cyclobutanon.

## Toxicologie en veiligheid
Cyclobutanon is een kleurloze, licht ontvlambare vloeistof. In tegenstelling tot het onstabiele cyclopropanon is cyclobutanon vrij stabiel en kan het gedestilleerd worden. Het ondergaat bij verwarming wel een thermische ontleding tot ethyleen en ethenon: